# Hammerwerk Deuerling

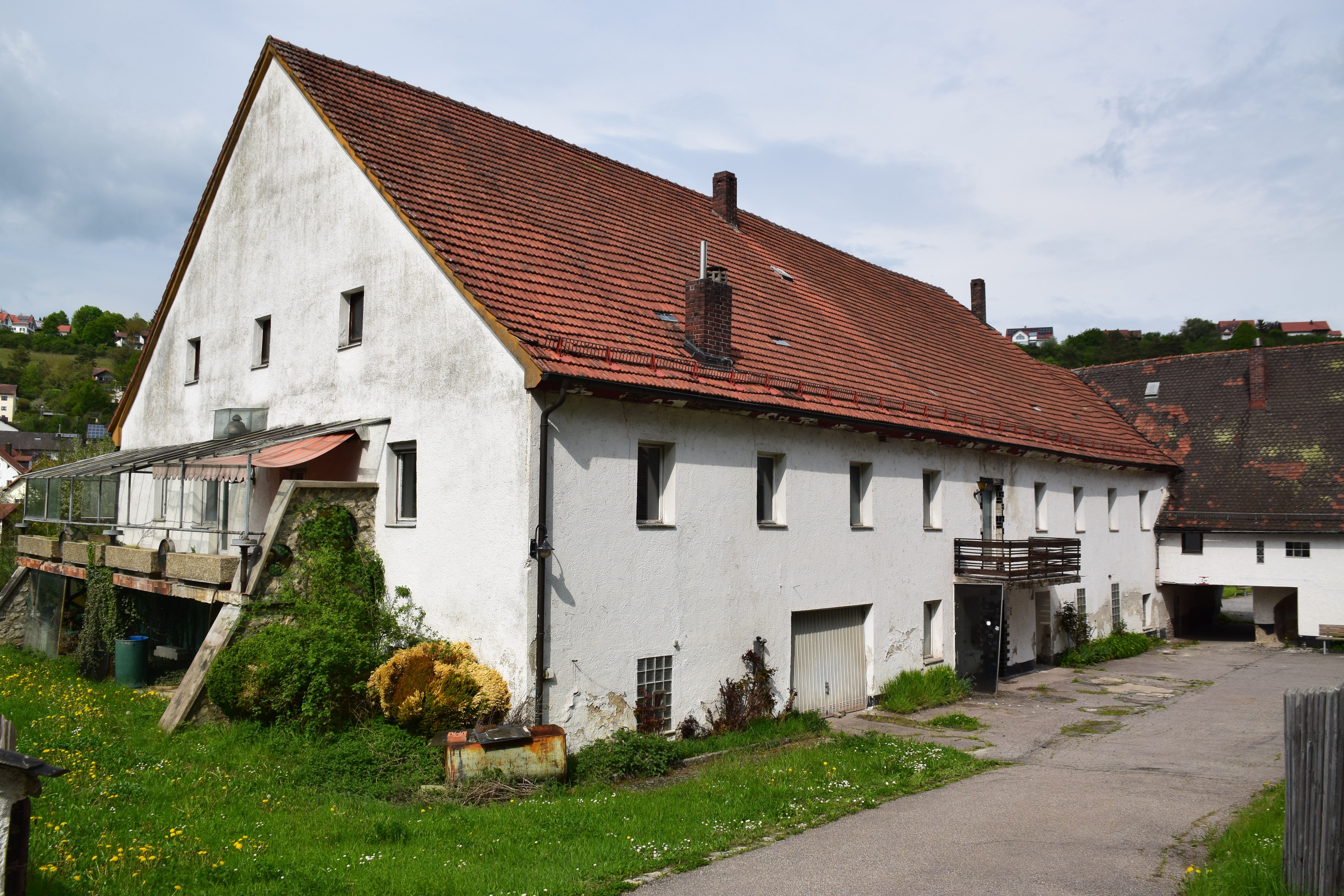
Ehem. Kupferhammer Deuerling

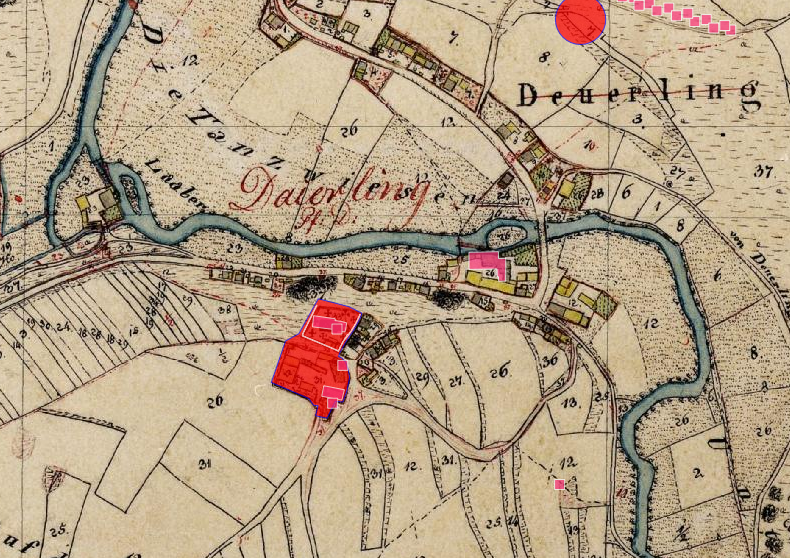
Lageplan von Deuerling auf dem Urkataster von Bayern

Das Hammerwerk Deuerling war eine Schmiede in der Oberpfälzer Gemeinde Deuerling und wurde vom Wasser der Schwarzen Laber betrieben. Die Anlage ist unter der Aktennummer D-3-75-127-13 als denkmalgeschütztes Baudenkmal von Deuerling verzeichnet. Sie wird geführt als „ehem. Mühle und Spiegelglasschleife, vormals Kupferhammer; Hauptgebäude an der Laber, zweigeschossiger Massivbau mit Satteldach, 1853 (dendro.dat.), wohl mit älterem Kern; Nebengebäude, zweigeschossiger Massivbau mit einseitig abgewalmtem Satteldach, 16. Jh. (dendro.dat.).“

## Geschichte
Am 29. August 1580 wurde dem Regensburger Bürger Paulus Meusinger durch Pfalzgraf Philipp von Pfalz-Neuburg genehmigt, einen Kupferhammer in Deuerling zu gründen. Das Grundstück erwarb Meusinger von dem benachbarten Schmied Stefan Eberlin, der ihm einen Teil seines Gartens verkaufte. Das Holz wurde von dem Forstmeister zu Burglengenfeld, „Wolffen Teufel“, bezogen. Das Wasser zum Betrieb des Hammers durfte der Schwarzen Laber entnommen werden, ein als Markierung angebrachter Eichpfahl zeigte die maximal genehmigte Stauhöhe an, so dass den oberhalb und unterhalb gelegenen Mühlen kein Nachteil entstünde. Bereits am 26. Oktober 1561 waren Paul und seine Brüder Hans und Heinrich von Kaiser Ferdinand I. in den Reichsfreiherrenstand erhoben worden. Paulus Meusinger dürfte durch seine wirtschaftlichen Unternehmungen zu Wohlstand gekommen sein, denn 1587 konnte er die Hofmarken Kollersried und Laufenthal (heute beide Ortsteile von Hemau) erwerben. 1597 trat Georg Meisinger das väterliche Erbe an, zudem erwarb er die Hofmark Großetzenberg (heute Ortsteil von Laaber). 1607 wurde im Deuerlinger Hammer ein Drahtzug eingebaut. 1607 führte Wolf Heinrich Sauerzapf von Schönhofen Beschwerde über Georg Meusinger aus Kollersried, da er um das benötigte Brennholz für seinen Betrieb fürchtete; allerdings betrieben Meusinger und Sauerzapf 1616 zusammen eine Kohlstätte am Turberg (heute Dürberg) im Paintner Forst. 1623 verstarben Georg und Paul Meisinger; die Witwen Sarah und Anna Meisinger mussten den Kupferhammer wegen Überschuldung an die Gläubiger abtreten.
Gegen Ende des Dreißigjährigen Krieges war das Werk nicht mehr im Betrieb. Nach einer Zwangsversteigerung und Wiedererrichtung wurde der Hammer von dem Regensburger Rat Ludwig Erdinger als Schienhammer betrieben. Der Hammer verarbeitete nach 1600 vorwiegend Alteisen und Sinter, d. h. Schlacken von einem Zerennherd. Erdinger das Werk zunächst gepachtet, das er bei der Zwangsversteigerung 1654 schließlich erwarb. Er war Eisenhändler in Regensburg und besaß auch das Hüttenwerk Gottesgab am Fichtelberg; hinterließ aber seinem Erben Ludwig Ernst Erdinger Schulden in der Höhe von 4000 fl.
1673 war Christoph Seydl der Besitzer des Hammers. Ihm folgten 1687 die Brüder Georg und Hans Michel. Diese wollten das Werk 1693 vergrößern und ein viertes Wasserrad zum Betrieb eines dritten Feuers und eines zusätzlichen Blasebalgs errichten. Der Plan scheiterte am Einspruch der Gemeinde, da eine erhöhte Brandgefahr befürchtet wurde. Das Hammerwerk Deuerling blieb über 265 Jahre im Besitz der Familie Michl. 1771 war Johann Michl Hammermeister von Deuerling, 1801 übernahm dessen Sohn Johann Georg Michl (1775–1836) das Werk. Diesem erteilte die Regierung des Regenkreises 1818 die Genehmigung zum Betrieb eines Blaufeuers. 1833 wurde der Besitz an den gleichnamigen Sohn übergeben, nachdem sich Johann Georg Michl als Fabrikant in Regensburg niedergelassen hatte. 1845 fand sich das Werk in einer Liste der vom Bergamt Amberg mit Eisenerz belieferten Hammerwerke.
Das Werk bestand bis 1853. Der Eisenhammergutsbesitzer Georg Michl (1807–1860) ließ das ererbte Hammergut Deuerling an den Regensburger Fabrikanten Emanuel Rain veräußern. Dieser ließ hier eine Spiegelglasschleife mit 3 Wasserrädern sowie 16 Schleif- und vier Poliertischen errichten. 1862 übernahm die Firma Philipp Crailsheimer aus Fürth die Glasschleife, 1880 wurde diese an die Firma Sigmund Büchenbacher, ebenfalls aus Fürth, verkauft.
1909 wurde eine Voith-Turbine eingebaut, die heute noch in Betrieb ist. 1930 übernahm der Spiegelglasfabrikant Josef Promberger aus Steinerbrückl (heute ein Ortsteil von Deuerling) die Glasschleife. Auf dem Heiratsweg gelangte die Glasschleife 1955 an Xaver Geiger (* 27. April 1933; † 30. September 2017; er hatte die Marianne Promberger geheiratet). 1960 wurde die Wasserkraft zur Stromerzeugung eingesetzt und 1965 die letzte Spiegelglastafel produziert. Nach dem Zweiten Weltkrieg wurde in den Gebäuden der Spiegelschleife die Oberpfälzer Pelz- und Lederindustrie Haschberger & Co untergebracht. Heute befindet sich in dem Gebäude neben dem E-Werk ein Getränkemarkt.